# 恰甘河
恰甘河（羅馬化：Şağan，IPA：[ʃɑˈʁɑn]，IPA：[ʂɐˈgan]）是俄羅斯和哈薩克的河流，由奧倫堡州和西哈薩克斯坦州負責管轄，屬於烏拉爾河的右支流，河道全長264公里，流域面積約7,530平方公里，河水主要來自融雪。